# A Very Special Christmas (album)
A Very Special Christmas – pierwszy z serii albumów zawierających muzykę świąteczną, które zostały wydane, by wesprzeć Olimpiadę Specjalną. Został on wydany w 1987 roku, przez wytwórnię A&M Records. Pracę nad produkcją płyty nadzorował Jimmy Iovine.

## Lista utworów
1. "Santa Claus Is Coming to Town" – The Pointer Sisters
2. "Winter Wonderland" – Eurythmics
3. "Do You Hear What I Hear?" – Whitney Houston
4. "Merry Christmas Baby" – Bruce Springsteen & the E-Street Band
5. "Have Yourself a Merry Little Christmas" – Pretenders
6. "I Saw Mommy Kissing Santa Claus" – John Mellencamp
7. "Gabriel's Message" – Sting
8. "Christmas in Hollis" – Run-D.M.C.
9. "Christmas (Baby Please Come Home)" – U2
10. "Santa Baby" – Madonna
11. "Little Drummer Boy" – Bob Seger & The Silver Bullet Band
12. "Run Rudolph Run" – Bryan Adams
13. "Back Door Santa" – Bon Jovi
14. "The Coventry Carol" – Alison Moyet
15. "Silent Night" – Stevie Nicks